# Grandmaster Flash and the Furious Five
Grandmaster Flash and the Furious Five è stato un gruppo hip hop statunitense, attivo a cavallo tra gli anni 1970 e gli anni 1980.

## Storia
Il gruppo si forma nella metà degli anni settanta dall'iniziativa del disc-jockey di origine barbadiana Grandmaster Flash, che recluta gli altri componenti, prima Cowboy e poi i fratelli Melle Mel e The Kidd Creole. Il loro primo nome fu Grandmaster Flash and the 3 MCs with the Beat Box.
Si fanno conoscere suonando in diversi locali notturni; mentre il nucleo di fan aumenta entra nel gruppo Scorpio (detto Mr. Ness). Si presentano via via con i nomi di Rennaissance, Savoy Manner ed infine Grandmaster Flash and the Furious Four.
Nel 1977 il gruppo si scioglie per volere di Ray Chandler per poi ricomporsi nel 1978. Nel 1979 firmano un contratto con il produttore Bobby Robinson della Enjoy Records, anche se poco prima producono il brano We Rap More Mellow utilizzando il nome Younger Generation.
In quegli anni raggiungono la formazione definitiva, registrano Superappin' poi passano alla Sugar Hill Records con cui producono Freedom e Birthday Party.
Nel 1981 pubblicano il singolo Adventures of Grandmaster Flash on the Wheels of Steel; è caratteristico il fatto che per la prima volta vengono registrate le performance di un DJ. L'anno seguente producono l'album The Message, considerato tra i capisaldi dell'hip hop delle origini.
Nel 1983, dopo un singolo pubblicato con il nome Grandmaster and Melle Mel, il gruppo si divide in due, a causa di questioni legali con la casa discografica.
Nel primo entrano Cowboy, Melle Mel e Scorpio che diventano Grandmaster Melle Mel and the Furious Five e continuano le registrazioni per la Sugar Hill Records con tre album pubblicati, mentre Flash, Raheim e Creole proseguono con il nome di Grandmaster Flash.
Cinque anni dopo, nel 1988, i membri originari si riuniscono per l'album On Tha Strenght. Con la morte di Cowboy, avvenuta nel 1989 per overdose, gli altri membri si sono riuniti solo nel 1994 per Mic Check Show su Hot-97 FM, quotata radio newyorkese.

## Formazione
Il gruppo era composto da:
- Grandmaster Flash
- Melle Mel
- The Kidd Creole
- Rahiem
- Scorpio
- Cowboy

## Discografia
- 1982: The Message
- 1983: Greatest Messages
- 1985: They Said It Couldn't Be Done
- 1985: Stepping Off
- 1985: Work Party
- 1986: The Source
- 1987: Ba-dop-boom-bang
- 1988: On Tha Strength (reunion album)
- 2007: Greatest Hits